# البرمه
البرمه (به عربی: البرمة) یک شهرداری در الجزایر است که در استان ورقله واقع شده‌است.

## خصوصیات
البرمه ۴۷٬۲۶۱ کیلومترمربع مساحت و ۳٬۲۰۵ نفر جمعیت دارد و ۲۵۲ متر بالاتر از سطح دریا واقع شده‌است.